# Oreahovița, Stara Zagora
Oreahovița (în bulgară Оряховица) este un sat în comuna Stara Zagora, regiunea Stara Zagora,  Bulgaria. 

## Demografie
Componența etnică a satului Oreahovița
     Bulgari (74,23%)
     Romi (23,86%)
     Nicio identificare (1,46%)
     Altele (0,43%)
La recensământul din 2011, populația satului Oreahovița era de 683 locuitori. Din punct de vedere etnic, majoritatea locuitorilor (74,23%) erau bulgari, cu o minoritate de romi (23,86%). Pentru 1,46% din locuitori nu este cunoscută apartenența etnică.